# 사노 나미
사노 나미(일본어: 佐野 菜見 사노 나미[*], 1987년 4월 17일~2023년 8월 5일)는 일본의 만화가다. 여성이며 효고현 니시노미야시 출신이다.

## 내력
2010년에 《Fellows!》(엔터브레인)에서 단편 《논슈거 커피》를 게재해 만화가로서 데뷔한다.
2013년에는 연재작 《사카모토입니다만?》이 코믹 나탈리 대상을 수상했다. 이 작품은 이후 2016년 4월부터 6월까지 TV 애니메이션화되었다.
2023년 8월 5일, 암으로 사망했다. 향년 36세. 8월 16일에 하루타 공식 트위터를 통해 사망이 발표되었다. 유서에 '즐거운 인생이었다. 아마 좀 더 자유로울 세상에 다녀오겠다'는 내용을 담았다고 유족은 전했다.

## 작품 목록
- 논슈거 커피(Fellows!, 2010년) - 데뷔작[2]
- 肩幅ひろし(코스튬 펠로우즈, 2011년)[9]
- 사카모토입니다만?(Fellows! Vol.22~Vol.26→하루타 Vol.2[10]~Vol.30[11])
- 人よんで8823(하루타 Vol.36[12])
- 미기와 다리(하루타 Vol.46[13]~Vol.89[14])